# Manuel Huerga
Manuel Huerga (Barcellona, 20 ottobre 1957) è un regista e sceneggiatore spagnolo.
Nel 2007 il suo film Salvador - 26 anni contro  è stato candidato al Premio Goya per il miglior film.

## Filmografia

### Cinema
- Gaudí (1988)
- Antártida (1995)
- Salvador - 26 anni contro (Salvador Puig Antich) (2006)

### Televisione
- Estoc De Pop (TV3, 1985-1986)
- Arsenal (TV3, 1985-1987)
- Arsenal Atlas (TV3, 1987)
- Boing Boing Buddha (BTV, 2001-2004)
- Pan y circo (remix) (TVE, 2010)
- Jordi Pujol, 80 anys (TV3, 2010)
- Operación Malaya (TVE, 2010)
- 14 d'Abril: Macià contra Companys (TV3, 2011)

### Documentari
- Buñuel (1989)
- Les Variacions Gould (1992)
- Un instante preciso (2008)
- Son & Moon (2010)